# Bulbophyllum ornatissimum
Bulbophyllum ornatissimum é uma espécie de orquídea (família Orchidaceae) pertencente ao gênero Bulbophyllum. Foi descrita por Heinrich Gustav Reichenbach e Johannes Jacobus Smith em 1912.